# レース・オブ・チャンピオンズ

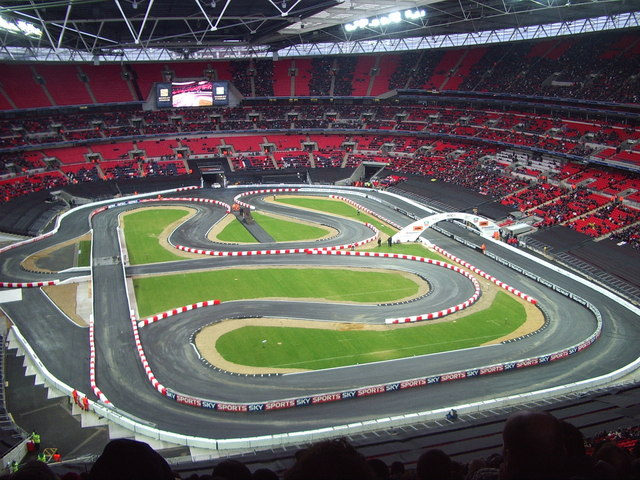
2008年のウェンブリー・スタジアム会場

レース・オブ・チャンピオンズ（Race of Champions 、通称ROC）は、モータースポーツの各カテゴリーのトップドライバーが参加する、個人並びに国別対抗選手権。1988年より、毎年年末に開催される。
「誰が最も速いのか?」を大会コンセプトとして、サーキットレーサーとオフロード各カテゴリ上のスタードライバーが各種のマシンに乗って特設コースで競走し、チャンピオンの中のチャンピオンを決める。

## 概要

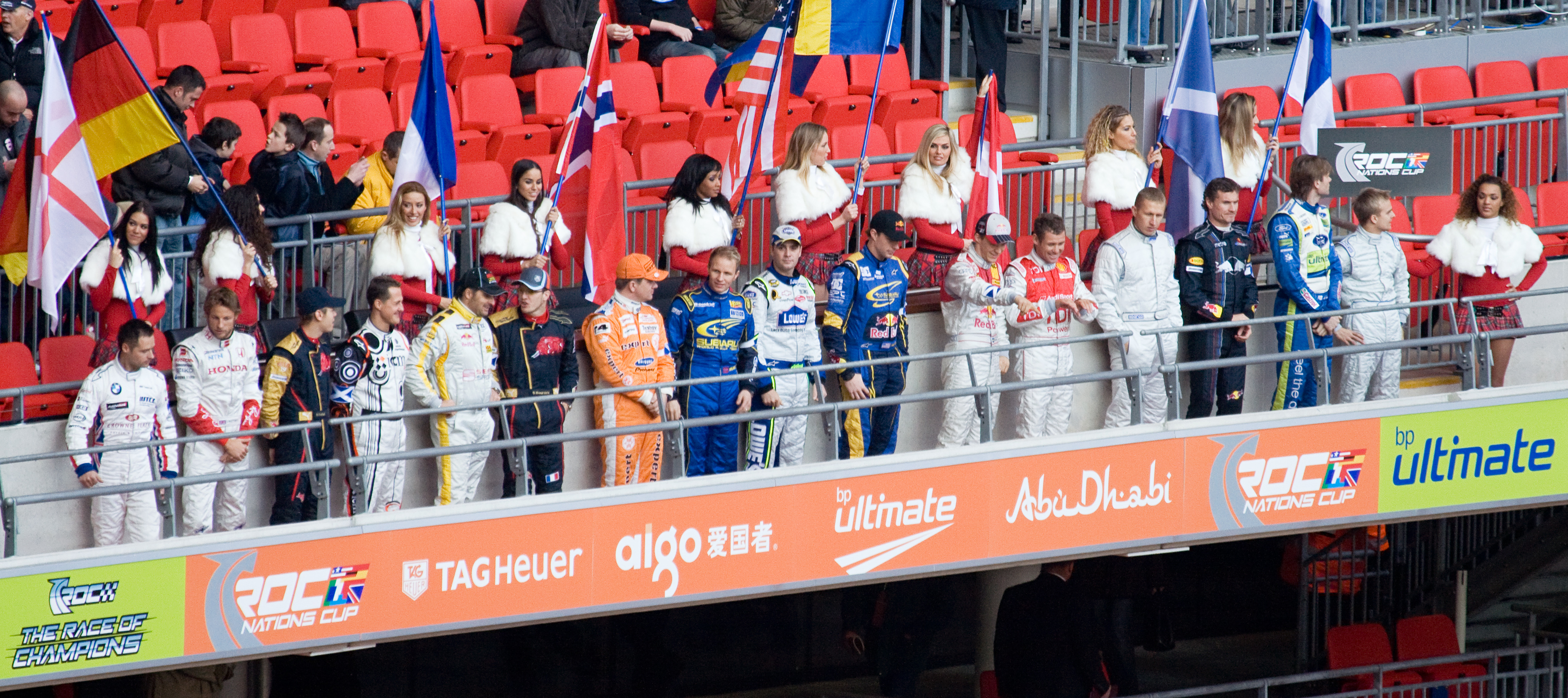
2007年出場者(国別)

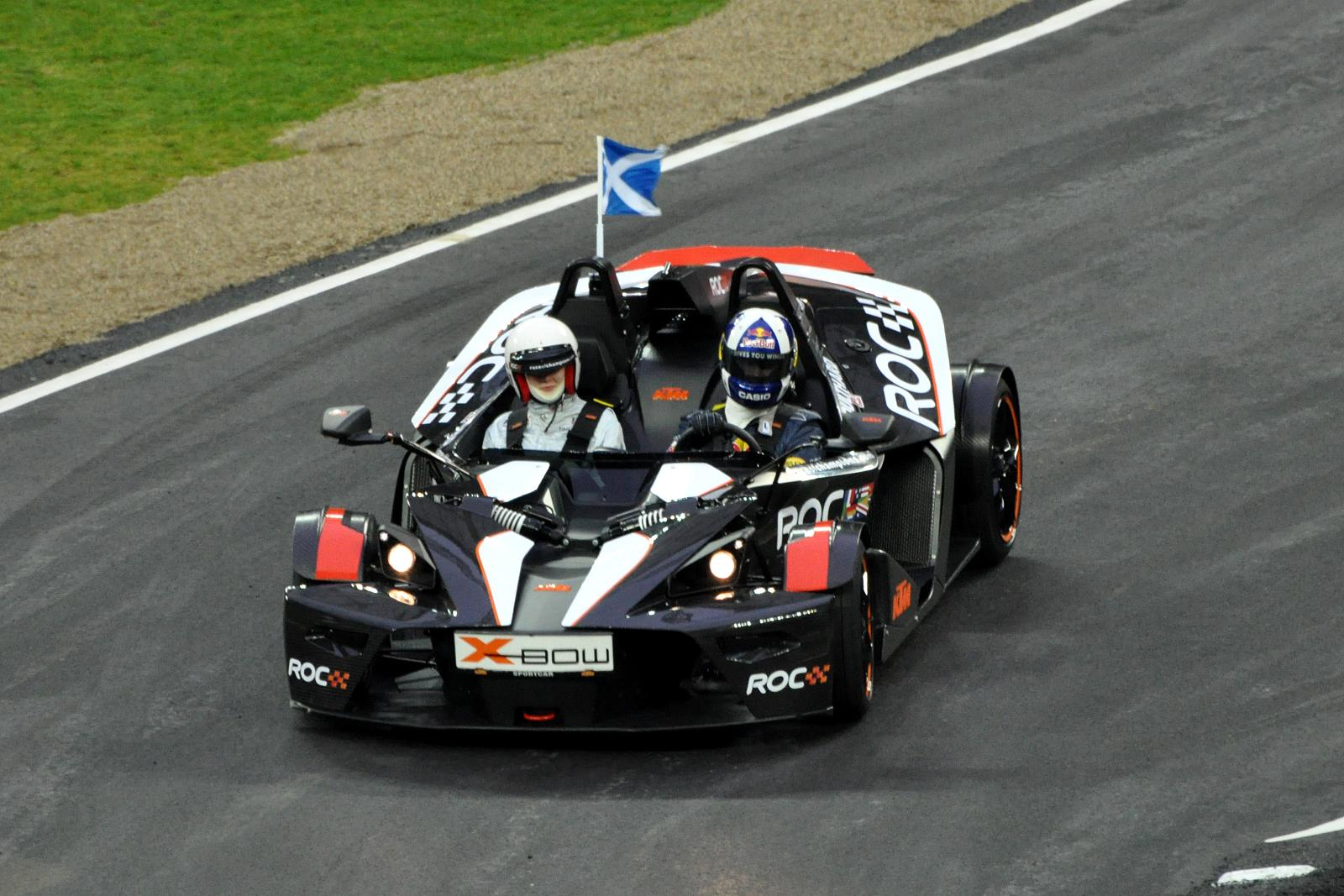
クルサードの駆る2008年使用車のKTMクロスボウ

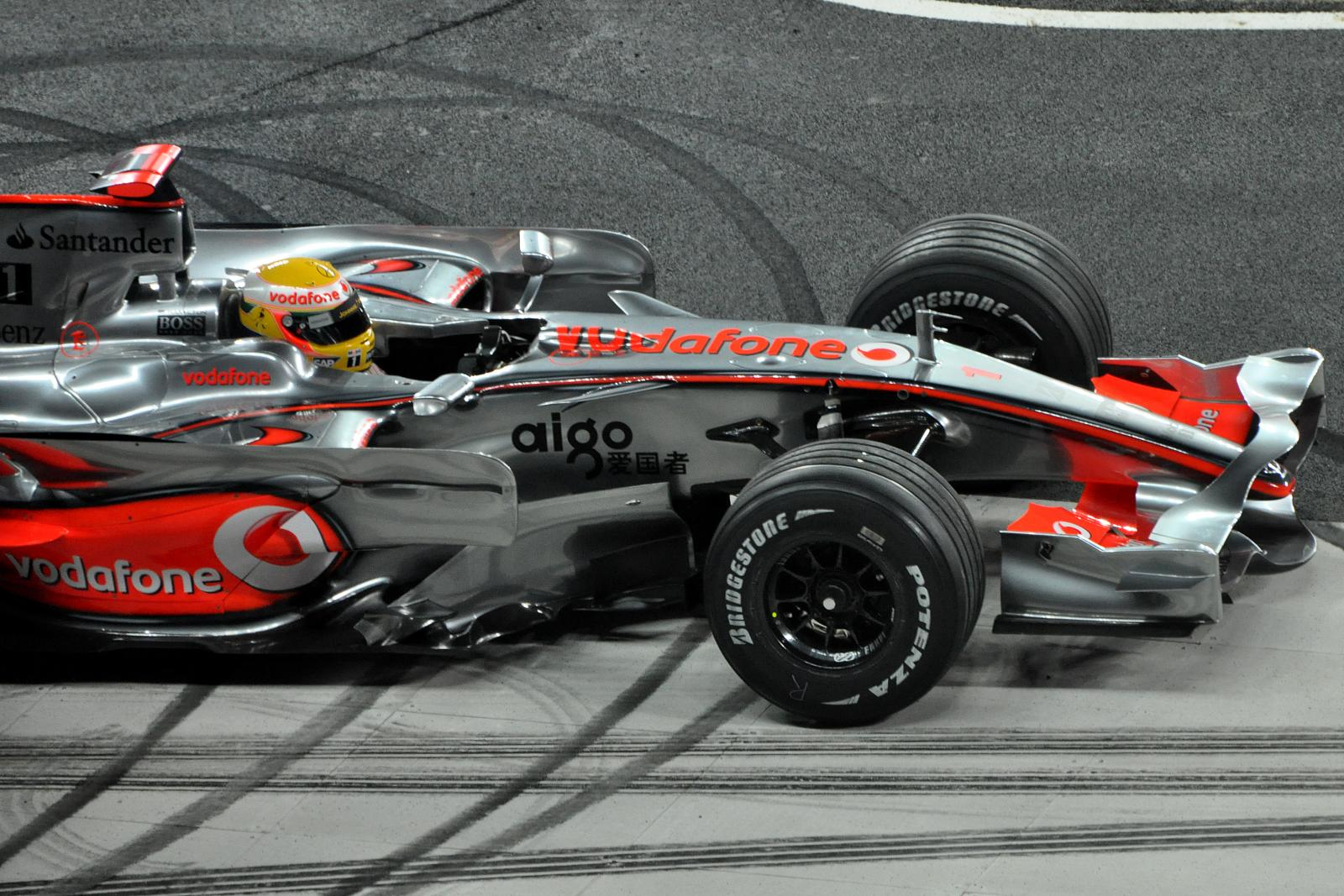
2008年ルイス・ハミルトンのマクラーレン

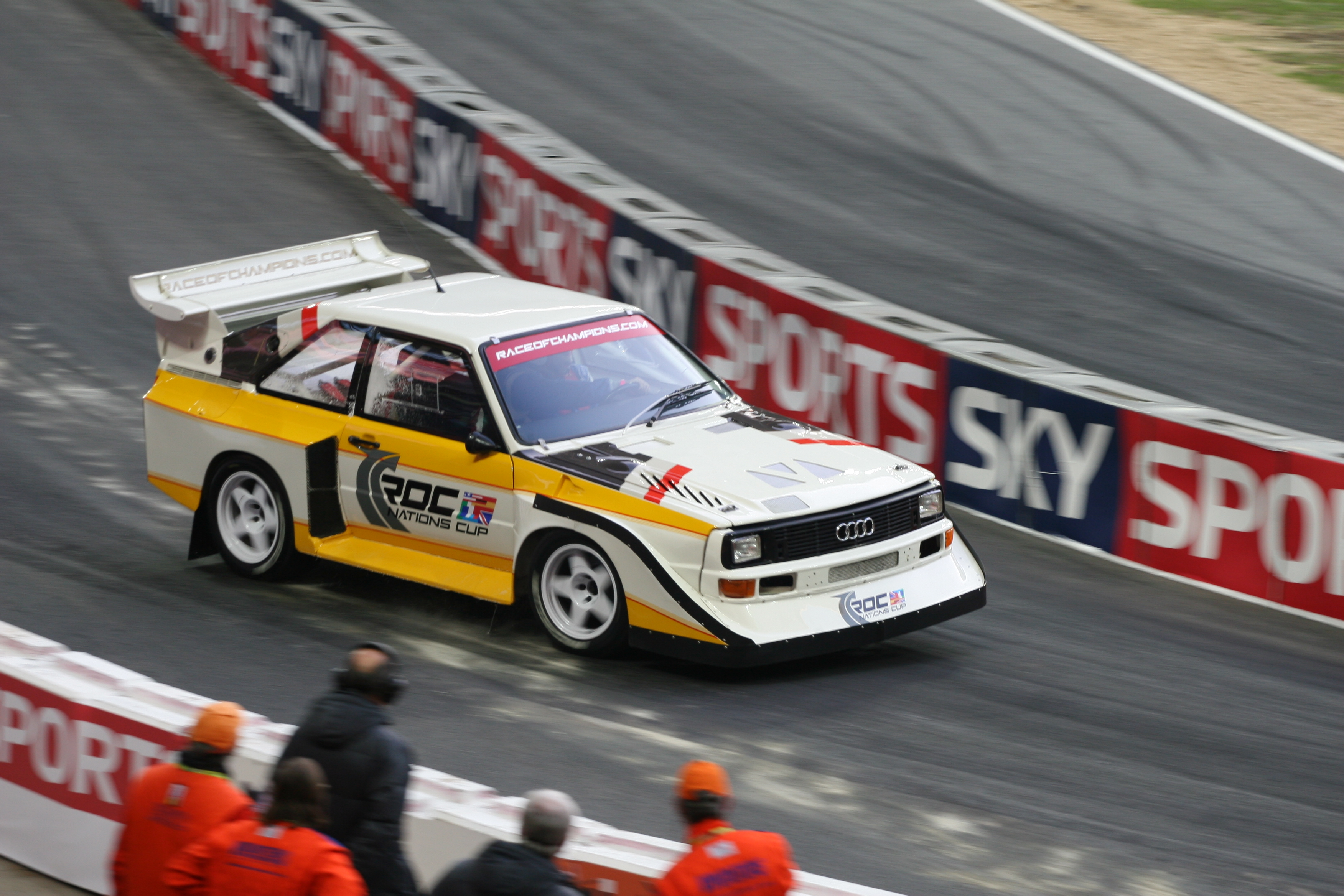
2007年スティグ・ブロンクビストのアウディ・クワトロS1

- 元々は1986年のツール・ド・コルスにおいて事故死したヘンリ・トイヴォネンの追悼を目的に、元WRCドライバーのミシェル・ムートンらが企画したイベントであり､現在でもムートン自身副会長として華を添えている｡
- 先にインターナショナル・レース・オブ・チャンピオンズとしてアメリカンモータースポーツ諸元としていた大会が存在していたが､対してこちらはFIA戦出身者が主だったエントラントとして連ねている｡
- 現在は個人対抗戦のレース・オブ・チャンピオンズと、国別対抗戦のネイションズカップ（1999年創設）が同じ日に行われる。
- 創設以来、中期（1992年～2003年まで）主要会場であったスペインカナリーアイランドに至るまでの初期は、グループBカーとグループAカー2台ずつでのエキシビジョンマッチ的な方向であったが、1990年バルセロナからラリーのスーパーSS的なコース取りとなる｡
- コース取りの関係上、無論ターマックエリアもあったが野外のラフロード色が濃かったため、当初よりWRCの現役ドライバーは積極的に参戦していたが、F1の現役トップドライバーは参戦に消極的だった。そのため、中期までのサブコピーが「Rally Masters」となっている。これにより2004年のパリ大会以降、アメリカで主流のエックスゲームズ中のラリー部門色の濃いスタジアムラリークロス主体のイベントへと移行した｡
- 競技使用マシンはKTM・クロスボウ、フォード・フォーカスWRC、ソリューションFプロトタイプ・ツーリングカー、フィアット・グランデプントアバルト、アストンマーティン・V8ヴァンテージN24、ROCバギー（単座と二座バージョンありRX150）と多彩であり、整備等に関しても均等性が図られる｡
- エキシビジョンも代々受け継がれる大会の目玉のひとつで、往年のチャンピオンマシンも集う。
- 2004年にミハエル・シューマッハが、ROC史上初のF1現役王者としてエントリー。以降も継続エントラントとして名を連ね、2010年にはアラン・プロストもエントリーするなど、クラシック的な意味合いも帯びて来ている｡
- コース取りにおいてはムートンが毎年監修しており、実際試走した後に、夏期頃に行われる出場選手達のプラクティスでお披露目される。
- 2013年は、タイのバンコクで開催される予定であったが治安悪化により中止となった。
- 2020年は、大会初のバーチャルレースが行われた。

## 基本ルール
上記の英語版Wikipediaによると、2007年のルールからわずかながら変化があるが、基本的には以下となる。
- 基本的に各対抗戦は先述のとおり、1ヒート2台単位でのレースとなる。
- ネイションズカップでは国別2名、8つのチームに分類。トーナメント形式で行われ、1ラウンドにつき大会コースを2ヒート先取した国が次のラウンドにコマを進められ、セミファイナル、スーパーファイナルで勝ち上った国が優勝となる。
- メインイベントであるレース・オブ・チャンピオンズは、1ヒート制でのトーナメント形式となる。
- 各種対抗戦上、スーパーファイナルでは3つの車種を決められた枠内で選択後、車種別レースで2本先取したチーム及びドライバーがチャンピオンとなる。

## レース結果
| 回 | 開催地             | レース・オブ・チャンピオンズ(所属)  | レース・オブ・チャンピオンズ(所属) | ネイションズカップ                 | ネイションズカップ                                                                     |
| 回 | 開催地             | ウィナー                            | ファイナリスト                     | 優勝国                             | 選手                                                                                   |
| -- | ------------------ | ----------------------------------- | ---------------------------------- | ---------------------------------- | -------------------------------------------------------------------------------------- |
| 35 | ピーテオ           | マティアス・エクストローム(ETCR)    | ミック・シューマッハ(F1)           | ノルウェー                         | ペター・ソルベルグ オリバー・ソルベルグ                                                |
| 34 | ピーテオ           | セバスチャン・ローブ(WRC)           | セバスチャン・ベッテル(F1)         | ノルウェー                         | ペター・ソルベルグ オリバー・ソルベルグ                                                |
| 33 | 中止               | 中止                                | 中止                               | 中止                               | 中止                                                                                   |
| 32 | オンライン開催     | ティミー・ハンセン(WorldRX)         | ルーベン・ガルシアJr. (NASCAR)     | オールスター                       | ジェームズ・ボールドウィン (レーシングドライバー)(イギリスGT) ロマン・グロージャン(F1) |
| 31 | メキシコシティ     | ベニート・ゲラ(WRC)                 | ロイック・デュバル(WEC)            | ノルディック                       | ヨハン・クリストファーソン(WRC) トム・クリステンセン(WEC)                              |
| 30 | リヤド             | デビッド・クルサード                | ペター・ソルベルグ(WorldRX)        | ドイツ                             | ティモ・ベルンハルト(WEC) レネ・ラスト(WEC)                                            |
| 29 | マイアミ           | ファン・パブロ・モントーヤ(IndyCar) | トム・クリステンセン(WEC)          | ドイツ                             | セバスチャン・ベッテル(F1)                                                             |
| 28 | ロンドン           | セバスチャン・ベッテル(F1)          | トム・クリステンセン(WEC)          | イギリス                           | アンディ・プリオール(DTM) ジェイソン・プラト(BTCC)                                     |
| 27 | バルバドス         | デビッド・クルサード                | パスカル・ウェーレイン(DTM)        | ノルディック                       | トム・クリステンセン(WEC) ペター・ソルベルグ(WorldRX)                                  |
| 26 | バンコク           | 2013年タイ反政府デモのため開催中止  | 2013年タイ反政府デモのため開催中止 | 2013年タイ反政府デモのため開催中止 | 2013年タイ反政府デモのため開催中止                                                     |
| 25 | バンコク           | ロマン・グロージャン(F1)            | トム・クリステンセン               | ドイツ                             | ミハエル・シューマッハ(F1) セバスチャン・ベッテル(F1)※                                 |
| 24 | デュッセルドルフ   | セバスチャン・オジェ(WRC)           | トム・クリステンセン               | ドイツ                             | ミハエル・シューマッハ(F1) セバスチャン・ベッテル(F1)※                                 |
| 23 | デュッセルドルフ   | フィリップ・アルバカーキ(GP2)       | セバスチャン・ローブ(WRC)※         | ドイツ                             | ミハエル・シューマッハ(F1) セバスチャン・ベッテル(F1)※                                 |
| 22 | 北京               | マティアス・エクストローム(DTM)     | ミハエル・シューマッハ             | ドイツ                             | ミハエル・シューマッハ セバスチャン・ベッテル(F1)                                      |
| 21 | ロンドン           | セバスチャン・ローブ(WRC)※          | デビッド・クルサード(F1)           | ドイツ                             | ミハエル・シューマッハ セバスチャン・ベッテル(F1)                                      |
| 20 | ロンドン           | マティアス・エクストローム(DTM)     | ミハエル・シューマッハ             | ドイツ                             | ミハエル・シューマッハ セバスチャン・ベッテル(F1)                                      |
| 19 | サン＝ドニ         | マティアス・エクストローム(DTM)     | セバスチャン・ローブ(WRC)※         | フィンランド                       | ヘイキ・コバライネン(F1) マーカス・グロンホルム(WRC)                                   |
| 18 | サン＝ドニ         | セバスチャン・ローブ(WRC)※          | トム・クリステンセン(ル・マン)※    | スカンジナビア                     | トム・クリステンセン(ル・マン)※ マティアス・エクストローム(DTM)                        |
| 17 | サン＝ドニ         | ヘイキ・コバライネン(WSN)※          | セバスチャン・ローブ(WRC)※         | フランス                           | ジャン・アレジ(DTM) セバスチャン・ローブ(WRC)※                                         |
| 16 | グラン・カナリア   | セバスチャン・ローブ(WRC)           | マーカス・グロンホルム(WRC)        | オールスターズ                     | クリスチアーノ・ダ・マッタ(F1) ジル・パニッツィ(WRC) フォンシ・ニエト(MotoGP)          |
| 15 | グラン・カナリア   | マーカス・グロンホルム(WRC)※        | セバスチャン・ローブ(WRC)          | アメリカ                           | コーリン・エドワーズ(WSB)※ ジェフ・ゴードン(NASCAR) ジミー・ジョンソン(NASCAR)         |
| 14 | グラン・カナリア   | ハリ・ロバンペラ(WRC)               | アルミン・シュヴァルツ(WRC)        | スペイン                           | フェルナンド・アロンソ(F1) ルーベン・チャウス(WSB) ヘサス・ピュラス(WRC)               |
| 13 | グラン・カナリア   | トミ・マキネン(WRC)                 | マーカス・グロンホルム(WRC)※       | フランス                           | ジル・パニッツィ(WRC) イヴァン・ミュラー(BTCC) レジス・ラコーニ(WGP)                   |
| 12 | グラン・カナリア   | ディディエ・オリオール(WRC)         | トミ・マキネン(WRC)※               | フィンランド                       | トミ・マキネン(WRC)※ J.J.レート カリ・ティアイネン(WEC)                                |
| 11 | グラン・カナリア   | コリン・マクレー(WRC)               | アリスター・マクレー(WRC)          |                                    |                                                                                        |
| 10 | グラン・カナリア   | カルロス・サインツ(WRC)             | コリン・マクレー(WRC)              |                                    |                                                                                        |
| 9  | グラン・カナリア   | ディディエ・オリオール(WRC)         | フランソワ・デルクール(WRC)        |                                    |                                                                                        |
| 8  | グラン・カナリア   | フランソワ・デルクール(WRC)         | コリン・マクレー(WRC)※             |                                    |                                                                                        |
| 7  | グラン・カナリア   | ディディエ・オリオール(WRC)※        | スティグ・ブロンクビスト(WRC)      |                                    |                                                                                        |
| 6  | グラン・カナリア   | ディディエ・オリオール(WRC)         | カルロス・サインツ(WRC)            |                                    |                                                                                        |
| 5  | グラン・カナリア   | アンドレア・アギーニ(WRC)           | コリン・マクレー(WRC)              |                                    |                                                                                        |
| 4  | マドリード         | ユハ・カンクネン(WRC)※              | ディディエ・オリオール(WRC)        |                                    |                                                                                        |
| 3  | バルセロナ         | スティグ・ブロンクビスト(WRC)       | トミ・マキネン(WRC)                |                                    |                                                                                        |
| 2  | ニュルブルクリンク | スティグ・ブロンクビスト(WRC)       | ヴァルター・ロール(WRC)            |                                    |                                                                                        |
| 1  | モンテリ           | ユハ・カンクネン(WRC)               | ティモ・サロネン(WRC)              |                                    |                                                                                        |

※・・・所属カテゴリーの現役チャンピオン
　　

## 記録

### チャンピオン獲得回数
| 回数 | 選手                       | 獲得年              |
| ---- | -------------------------- | ------------------- |
| 4    | ディディエ・オリオール     | 1993,1994,1996,1999 |
| 4    | セバスチャン・ローブ       | 2003,2005,2008,2022 |
| 4    | マティアス・エクストローム | 2006,2007,2009,2023 |
| 2    | ユハ・カンクネン           | 1988,1991           |
| 2    | スティグ・ブロンクビスト   | 1989,1990           |
| 2    | デビッド・クルサード       | 2014,2018           |

| 回数 | 国           | 獲得年                                  |
| ---- | ------------ | --------------------------------------- |
| 8    | ドイツ       | 2007,2008,2009,2010,2011,2012,2017,2018 |
| 2    | フランス     | 2000,2004                               |
| 2    | フィンランド | 1999,2006                               |
| 2    | ノルウェー   | 2022,2023                               |

### 連覇回数
| 回数 | 選手                       | 達成年  |
| ---- | -------------------------- | ------- |
| 2    | スティグ・ブロンクビスト   | 1989-90 |
| 2    | ディディエ・オリオール     | 1993-94 |
| 2    | マティアス・エクストロウム | 2006-07 |

| 回数 | 国         | 達成年    |
| ---- | ---------- | --------- |
| 6    | ドイツ     | 2007-2012 |
| 2    | ノルウェー | 2022- ※   |

※・・・継続中

### ファイナル進出回数
| 回数 | 選手                       | 進出年                                  |
| ---- | -------------------------- | --------------------------------------- |
| 8    | セバスチャン・ローブ       | 2002,2003,2004,2005,2006,2008,2010,2022 |
| 5    | ディディエ・オリオール     | 1991,1993,1994,1996,1999                |
| 5    | トム・クリステンセン       | 2005,2011,2012,2015,2017                |
| 4    | コリン・マクレー           | 1992,1995,1997,1998                     |
| 4    | マティアス・エクストローム | 2006,2007,2009,2023                     |

太字・・・チャンピオン